# ألف سفينسون
ألف سفينسون (بالسويدية: Alf Svensson)‏ هو سياسي سويدي، ولد في 1 أكتوبر 1938 في السويد. حزبياً، نشط في الديمقراطيون المسيحيون.

## مناصب
- في انتخابات البرلمان الأوروبي 2009، انتخب عضو في البرلمان الأوروبي عن دائرة السويد [الإنجليزية]‏ لترشحه ضمن  قائمة الديمقراطيون المسيحيون، وقد انضم خلال فترته النيابية (14 يوليو 2009 – 30 يونيو 2014)  للكتلة البرلمانية الكتلة البرلمانية لحزب الشعب الأوروبي.
- انتخب عضو البرلمان السويدي [الإنجليزية]‏ (30 سبتمبر 1991 – 13 يوليو 2009).
- انتخب عضو البرلمان السويدي [الإنجليزية]‏ (30 سبتمبر 1985 – 3 أكتوبر 1988).
- انتخب Minister for International Development Cooperation (Sweden) [الإنجليزية]‏ (4 أكتوبر 1991 – 7 أكتوبر 1994).